# ليام فوران
ليام فوران (بالإنجليزية: Liam Foran)‏ هو لاعب دوري الرغبي نيوزلندي، ولد في 25 أبريل 1988 في أوكلاند في نيوزيلندا.